# Hontecillas
Hontecillas ist ein Ort und eine Gemeinde (Municipio) mit 55 Einwohnern (Stand: 2024) in der Provinz Cuenca in der Autonomen Region Kastilien-La Mancha.

## Geographie
Hontecillas liegt etwa 60 Kilometer südlich von Cuenca in einer Höhe von ca. 830 m. Der in der Talsperre Alarcón aufgestaute Júcar begrenzt die Gemeinde im Westen.

## Bevölkerungsentwicklung
| 1900 | 1950 | 1970 | 1981 | 1991 | 2001 | 2011 | 2021 |
| ---- | ---- | ---- | ---- | ---- | ---- | ---- | ---- |
| 425  | 578  | 240  | 134  | 112  | 93   | 72   | 62   |

## Sehenswürdigkeiten
- Marienkirche (Iglesia de Nuestra Señora la Virgen del Romera)

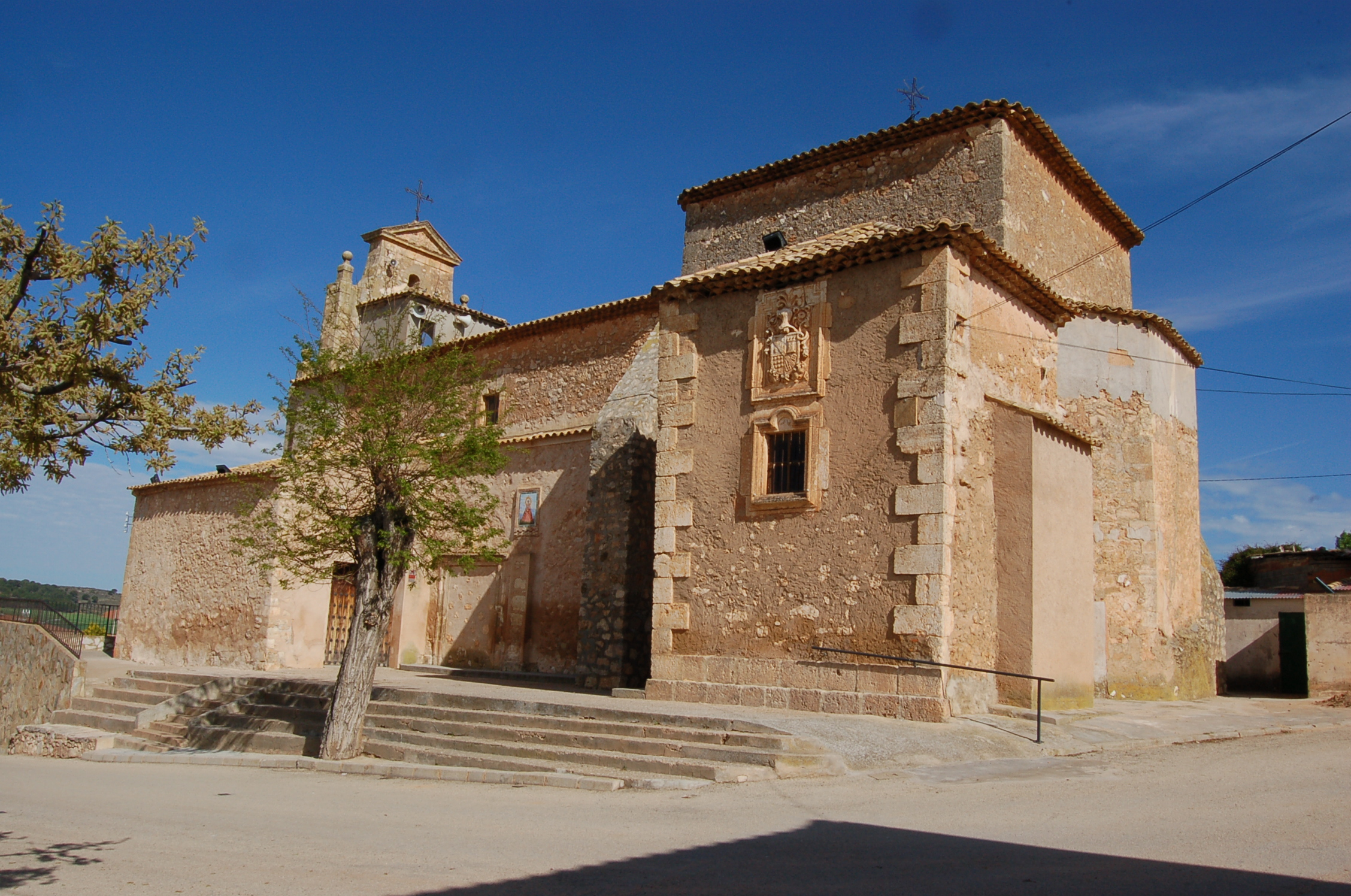
Marienkirche
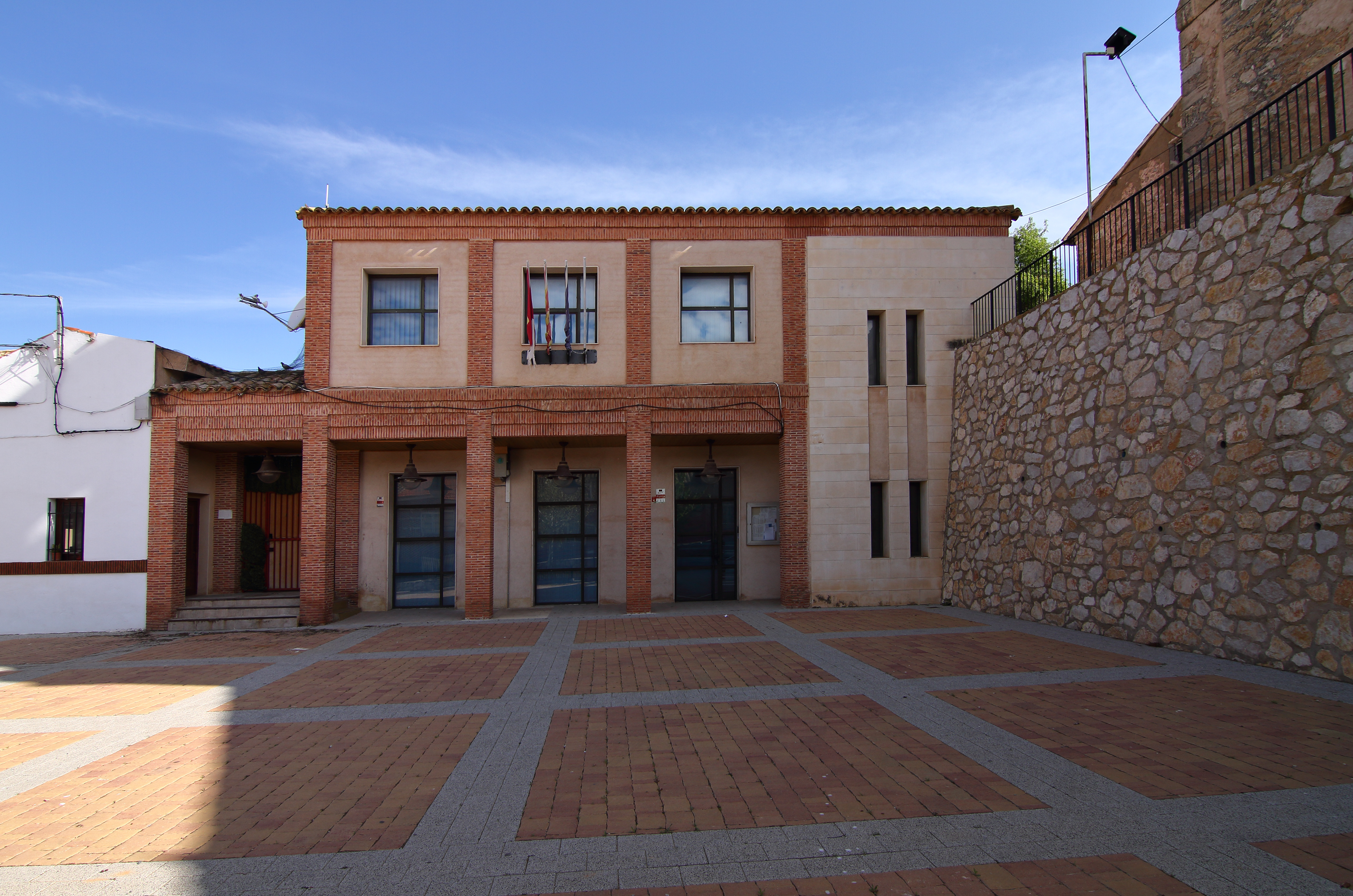
Rathaus